# Хурден
Хурден (нем. Hurden) — населённый пункт в Швейцарии, в кантоне Швиц.
Входит в состав округа Хёфе. Находится в составе коммуны Фрайенбах. Население составляет 268 человек (на 31 декабря 2008 года).